# 里約大冒險
《里約大冒險》（英語：Rio）是2011年由美國藍天工作室製作的3D動畫音乐喜剧電影，二十世紀福斯负责發行。导演為出生於巴西的卡洛斯·沙尔丹哈（Carlos Saldanha），他先前的作品包括《冰河世紀》（Ice Age）與兩部續集《冰河世紀2》、《冰河世紀3：大威龍駕到》。本片的主角是一隻不會飛的斯皮克斯金剛鸚鵡布鲁(Blu)與其他的鳥類，故事的背景設定在巴西里約熱內盧。
续集《里约大冒险2》由第一部的原班人马打造，北美于2014年4月11日3D上映。

## 剧情
阿藍（Blu）是一只来自里约热内卢的斯皮克斯金剛鸚鵡，由於小時候從樹上摔到地面，留下了無法飛行的心理陰影，後被走私者抓到了美国明尼苏达州小镇上，运送过程中阿藍从货车上落下，意外被一个充满爱心的女孩琳達搭救並抚养长大。琳達长大后经营着一家书店，一天从巴西来了一名鳥類學家名叫杜立欧，他想要把阿藍带回巴西去将之与另一只雌性斯皮克斯金剛鸚鵡珠兒（Jewel）生活在一起，这样可以延续这种珍稀动物的种群。琳達同意，于是他们三个一起来到了巴西。
在来到里约当天，阿藍就遇到了他的第一批朋友：金丝雀尼科和冠紅蠟嘴雀派卓。阿藍来到了研究基地，见到了漂亮的珠兒，不过珠兒一直在想办法逃出去以过上自由的生活，而相反阿藍由于自小就被人类抚养，所以他不但到现在不会飞翔，甚至更愿意与主人琳達在一起。
一个晚上，流浪兒童佛南多将阿藍和珠兒偷了出来并将他们卖给了動物走私販Armando。一只葵花凤头鹦鹉奈傑爾（Nigel）作为走私贩的大帮凶在监管着那些盗来的被关押着的许多鸟类。于是在琳達、杜立歐同坏人Armando之间，阿藍、珠兒同奈傑爾、Mauro之间，以及阿藍对飞行的恐惧和自我克服之间，展开了一系列的斗争。一開始关系并不融洽，但后来两只鹦鹉相爱，最终阿藍在珠兒和巨嘴鸟拉斐爾（Rafael）等伙伴的鼓励和帮助下拯救自己也帮助了别的鸟类获得自由，阿藍急中生智，用灭火器将奈傑爾趕到飛機外面，還被捲進飛機渦輪葉片掉光身上的羽毛，另外不小心将自己的翅膀弄受傷的珠兒从飞机上掉了下去，阿藍闭眼跳了下去牢牢抓緊珠儿不放，珠儿感动到親吻阿藍，战胜自己的心理陰影学会了飞翔，阿藍和珠兒成为绝佳的一对鸟儿，组成了一个温馨的家庭並有了三个孩子。重回大自然过上了自由的生活，劇末可看出琳達和杜立歐成為情人，並與佛南多團聚在一起。走私贩Armando和他兩個手下也都被抓去監獄關起來。

## 配音員
| 配音              | 配音   | 配音   | 配音   | 角色                               |
| 美國              | 台灣   | 香港   | 大陸   | 角色                               |
| ----------------- | ------ | ------ | ------ | ---------------------------------- |
| 傑西·艾森柏格     | 許仁杰 | 陸永   | 張欣   | 阿藍（Blu），斯皮克斯金剛鸚鵡      |
| 安妮·海瑟薇       | 徐佳瑩 | 官恩娜 | 狄菲菲 | 珠兒（Jewel），斯皮克斯金剛鸚鵡    |
| 莱斯利·曼恩       | 許雲雲 |        | 詹佳   | 琳達（Linda Gunderson），人類      |
| 杰梅奈·克莱门特   | 乾德門 | 黎家希 | 劉風   | 耐久（Nigel），葵花凤头鹦鹉        |
| 罗德里格·桑托罗   | 夏治世 |        | 吳磊   | 杜利歐（Dr. Túlio Monteiro），人類 |
| 乔治·洛佩兹       | 徐健春 | C君    | 王肖兵 | 拉斐爾（Rafael），大嘴鳥           |
| Will.i.am         | 林協忠 | 陳奐仁 | 李丹青 | 派多（Pedro），冠紅蠟嘴鵐          |
| 傑米·福克斯       | 陳國偉 | 唐劍康 | 海帆   | 尼克（Nico），金絲雀               |
| 傑克·奧斯汀       | 詹若安 |        |        | 費南多（Fernando），人類           |
| 崔西·摩根         | 符爽   |        | 程玉珠 | 路易茲（Luiz），斗牛犬             |
| 卡洛士·邦斯       | 孫誠   |        |        | 馬克爾（Marcel），人類             |
| 傑弗瑞·格拉西亞   | 陳宗岳 |        |        | 提帕（Tipa），人類                 |
| 傑弗瑞·格拉西亞   |        |        |        | 蝙蝠（Bat），蝙蝠                  |
| 戴維·維伊拉       | 陳進益 |        | 桂楠   | 阿曼多（Armando），人類            |
| 貝波·吉兒柏托     | 姜瑰瑾 |        |        | 愛娃（Eva），大嘴鳥                |
| 博納多·迪·寶拉    | 劉傑   |        |        | 奇波（Kipo），玫瑰琵鷺             |
| 法蘭西斯克·拉莫斯 | 符爽   |        |        | 馬洛（Mauro），狨猴                |
| 旺达·塞克丝       |        |        |        | 克洛伊（Chloe），加拿大雁          |
| 珍·林奇           |        |        |        | 愛麗絲（Alice），加拿大雁          |

## 音乐

### 歌曲
影片歌曲由20世纪福克斯公司于2011年3月29日以网络下载的方式发行，CD由Interscope Records公司于2011年4月5日发行。
歌曲列表
1. "Real in Rio" – Jesse Eisenberg, Jamie Foxx, Anne Hathaway, George Lopez, will.i.am & The Rio Singers
2. "Let Me Take You to Rio (Blu’s Arrival)" – Ester Dean & Carlinhos Brown
3. "Pretty Bird" – Jemaine Clement
4. "Mas que Nada (2011 Rio Version)" – Sérgio Mendes featuring Gracinha Leporace
5. "Hot Wings (I Wanna Party)" – will.i.am, Foxx, and Hathaway
6. "Fly Love" – Jamie Foxx
7. "Telling the World" – Taio Cruz
8. "Funky Monkey" – Siedah Garrett, Brown, Mikael Mutti & Davi Vieira
9. "Take You to Rio (Remix)" – Dean
10. "Balanço Carioca" – Mutti
11. "Sapo Cai" – Brown & Mutti
12. "Samba De Orly" – Bebel Gilberto
13. "Valsa Carioca" – Mendes
14. "Forró da Fruta" (Bonus track) – Brown & Mutti

"Real in Rio" 獲得第84屆奧斯卡金像獎最佳原創歌曲提名，但是並未得獎。

### 配乐
影片由John Powell负责作曲，原声带预计将于2011年6月24日由Varèse Sarabande Records公司发行。
曲目列表
1. "Morning Routine" (2:23)
2. "Meet Tulio" (2:55)
3. "Great Big Momma Bird" (2:47)
4. "Paradise Concern" (1:59)
5. "Bagged and Missing" (2:09)
6. "Locked Up" (2:10)
7. "Chained Chase" (2:35)
8. "Bedtime Flyers" (2:58)
9. "Idiot Glider" (1:56)
10. "Juicy Little Mango" (2:27)
11. "Umbrellas of Rio" (2:27)
12. "Motorbike" (1:23)
13. "Bird Fight" (1:03)
14. "Birds Moved" (2:33)
15. "Heimlich" (2:31)
16. "Birdnapped" (3:37)
17. "Rio Airport" (4:24)
18. "Flying" (2:43)
19. "Market Forro" (2:11)

## 评价
媒体综评63分，烂番茄新鲜度72%；Yahoo影评人C+，观众评分A-。
各方评论有如桑巴歌舞般热情洋溢。其中《圣彼得斯堡时报》给它满分：“爆炸般喷薄而出的缤纷色彩以及泉涌流淌地桑巴鼓点，直让人叹息先前的动画电影为何没有关注巴西！？”；“自《玩具总动员3》后最为扎眼、最为绚丽、也是最成功的动画电影”；“阴阳怪气地对白、耀花人眼地色彩、令人叫绝地配音组合，共同打造出一部堪称完美的动画”；“相比于“冰河世纪”系列更加丰满的卡司阵容，更加热情奔放的音乐以及更加鲜亮活跃的调色板，我们可以看见蓝天工作室在自身突破上的努力”；“若是你还没有沉迷在皮克斯意识形态的杰作中目空一切的话，那你必然会被这部卡通引爆全身”；“整部影片正如一场无数彩车浮空而过、路边群众夹道欢呼的热带游行，而那些在片中以鸟类视角穿插的镜头，反而使影片更加炫目多彩”；“好吧，即便幽默桥段有些怪异，即便动作场景有些狂乱，但那令人眩晕地视觉轰炸以及南美热情足以融化这细微末节地不适”；“尽管从故事脚本来说至多B级水准，但视觉映画绝对是超A评价”。

## 票房
截止2011年4月24日，本片已经在全球各地累计收获了2.83亿美圆的票房，成为到当时为止2011年票房最高的影片。最终全球累计4.84亿。
北美
首周开画三天以$3922万获得第一名，成为到目前开画周票房最高的2011年影片。
其他地区
第一周它在72个地区共收获了$5490万。次周收获了$5540万，第三周有望获得$4330万，继续蝉联全球票房的冠军。
在俄罗斯，首周获得$1130万，成为该国票房最高的非续集动画片；在巴西，首周收获了$834万，创造了该国的首周票房记录，次周继续收获了$720万。

## 周邊相關
憤怒鳥系列遊戲推出「Angry Birds Rio」，在2011年3月22日於iOS以及Android平台發佈。在這個遊戲中，被Nigel綁架到里約熱內盧的憤怒鳥們逃出並試圖拯救其他的鳥兒們，其中包括本電影中的許多主要角色亦有登場。

## 外部連結
- 官方网站 （英文）[]
- 互联网电影数据库（IMDb）上《Rio》的资料（英文）
- 大卡通資料庫上《Rio》的資料（英文）

- AllMovie上《Rio》的资料（英文）
- 爛番茄上《Rio》的資料（英文）
- Metacritic上《Rio》的資料（英文）
- Box Office Mojo上《Rio》的資料（英文）